# Свеженькая (Мордовия)
Све́женькая — посёлок станции в Зубово-Полянском районе Мордовии. Входит в состав Вышинского сельского поселения.

## География
Населённый пункт расположен в верховьях реки Вячки примерно в 47 км к востоку от Шацка и 28 км к западу от Зубовой Поляны. Посёлок расположен на границе Мордовии и Рязанской области, граница проходит по ветке Кустарёвка — Вернадовка Московско-Рязанского региона Московской железной дороги. Часть посёлка, расположенная «за границей», образует отдельное административно-территориальное образование в Шацком районе Рязанской области — посёлок Свеженькая.

## История
Населённый пункт основан в 1914 году в местах лесозаготовок на железнодорожной ветке Кустарёвка — Вернадовка. Находится в лесном массиве, где свежий воздух, чистые водные источники. В начале XX века через посёлок-станцию Свеженькая осуществлялась поставка леса к рынкам сбыта, в том числе московскому. На пилораме князя Н. И. Гагарина были налажены распиловка древесины на доски, тёс, дрова, хлыст, жерди, производство тележных осей, клёпок для бочек и других заготовок.
В начале 1920-х в Свеженькой находилось Бутское лесничество (лесничий А. Е. Головин), с 1928 г. — Свеженское (с Боковой Матвеевской и Лястимской корабельными рощами) в составе Зубово-Полянского государственного лесхоза. В современном посёлке остались только железнодорожный вокзал и магазин. Уроженцы — заслуженный работник лесного хозяйства РСФСР Я. П. Жаткин, участник Великой Отечественной войны, мастер лесопильного цеха, ветеран труда П. И. Дахно.
25 июля 2010 года в посёлке произошёл пожар, в результате которого выгорело 114 домов (54 двора из имевшихся 140) — 10 жилых и 15 дачных в Рязанской области и 40 жилых, 15 дачных и 22 пустующих — в Мордовии), погибло 7 жителей.
К октябрю 2010 года в мордовской части посёлка построено 17 новых домов, в рязанской дома не строились, желающие получили квартиры в городе Сасово.

## Население
| 2002 | 2010 | 2012 | 2013 | 2014 | 2015 | 2016 |
| ---- | ---- | ---- | ---- | ---- | ---- | ---- |
| 292  | ↘201 | ↘191 | ↘177 | ↘162 | ↘155 | ↘139 |
| 2017 | 2018 |      |      |      |      |      |
| ↘132 | →132 |      |      |      |      |      |